# Liste der Biografien/Cry
Liste der Biografien |
Portal Biografien |
Personensuche
# |
A |
B |
C |
D |
E |
F |
G |
H |
I |
J |
K |
L |
M |
N |
O |
P |
Q |
R |
S |
T |
U |
V |
W |
X |
Y |
Z |
?
 
Ca |
Cb |
Cc |
Ce |
Ch |
Ci |
Cj |
Ck |
Cl |
Cm |
Cn |
Co |
Cr |
Cs |
Ct |
Cu |
Cv |
Cw |
Cy |
Cz
 
Cra |
Cre |
Crh |
Cri |
Crk |
Crl |
Crn |
Cro |
Cru |
Crv |
Cry |
Crz
Die Liste der Biografien führt alle Personen auf, die in der deutschsprachigen Wikipedia einen Artikel haben. Dieses ist eine Teilliste mit 14 Einträgen von Personen, deren Namen mit den Buchstaben „Cry“ beginnt.

## Cry

### Crya
- Cryan, John (* 1960), britischer Bankmanager

### Crye
- Cryer, Barry (1935–2022), britischer Autor, Comedian und Schauspieler
- Cryer, George E. (1875–1961), US-amerikanischer Politiker
- Cryer, Jon (* 1965), amerikanischer SchauspielerJon Cryer (* 1965)

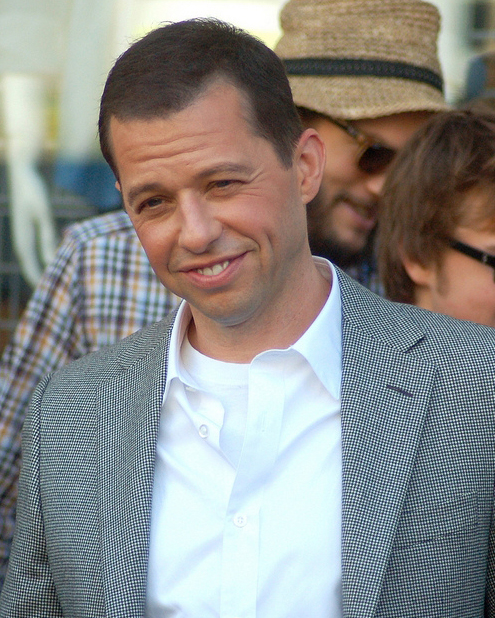
Jon Cryer (* 1965)

- Cryer, Suzanne (* 1967), US-amerikanische Schauspielerin

### Cryl
- Cryle, Meena (* 1977), österreichische Sängerin und Musikerin

### Cryn
- Cryner, Bobbie (* 1961), US-amerikanische Country-Sängerin und -Songschreiberin
- Cryns, Willi (* 1952), deutscher Fußballspieler

### Cryo
- Cryor, Jesse (1906–2006), US-amerikanischer Blues- und Jazzsänger und Songwriter

### Crys
- Crystal F (* 1988), deutscher Rapper
- Crystal, Ben (* 1977), englischer Bühnen- und Filmschauspieler, Theaterproduzent und Schriftsteller
- Crystal, Billy (* 1948), US-amerikanischer Komiker, Schauspieler und Regisseur
- Crystal, David (* 1941), britischer Linguist und Autor
- Crystal, Jennifer (* 1973), US-amerikanische Schauspielerin